# 왕궁중학교
왕궁중학교(王宮中學校)는 대한민국 전북특별자치도 익산시 왕궁면 흥암리에 있는 공립 중학교이다.

## 학교 연혁
- 1972년 3월 6일 : 왕궁중학교 개교 (9학급)
- 1973년 1월 10일 : 학칙 개정(12학급)
- 2007년 3월 1일 : 학칙 개정 (3학급)
- 2021년 3월 1일 : 제19대 진창욱 교장 부임
- 2024년 1월 5일 : 제49회 5명 졸업(총 졸업생수 5,137명)

## 참고 자료
- 왕궁중학교 - 한국교육학술정보원 학교알리미